# José de Sousa
José de Sousa (Lisboa, 1898 – Lisboa, 1967) foi um sindicalista e político revolucionário comunista e anti-fascista português. Foi, em 1923, o primeiro Secretário-Geral do Partido Comunista Português. Fundador e Secretário-Geral da Comissão Intersindical, foi um destacado opositor à ditadura do Estado Novo que por isso o aprisionaria por nove anos no Campo de Concentração do Tarrafal.

## Biografia

### Na Primeira República
José de Sousa inicia o seu percurso político no anarco-sindicalismo. Torna-se Secretário-geral das Juventudes Sindicalistas, de tendência anarquista. Adere na sua fundação em 1921 ao Partido Comunista Português, sendo ele próprio no mesmo ano fundador e primeiro Secretário-Geral da Federação das Juventudes Comunistas.

### Primeiros anos do PCP
Em 1922, José de Sousa transita de principal dirigente da Juventude Comunista para a direcção do Partido Comunista Português, para o qual nesses anos defenderá a via sindical para o trabalho revolucionário, tendência encabeçada por Henrique Caetano de Sousa, então Secretário da Junta Nacional, o cargo máximo do recém-criado partido. Visão distinta da via defendida pela ala liderada por José Carlos Rates, principal opositor interno.

### Secretário-Geral do Partido Comunista Português
Em Março de 1923 José de Sousa é nomeado Secretário-Geral do Comité Central do Partido Comunista Português, órgão que passa a integrar juntamente com Henrique Caetano de Sousa, José Pires Barreira, António Monteiro e Aníbal de Vasconcelos. Contudo, o confronto interno dentro do PCP levaria a uma clivagem tal que seria destituído do cargo em Maio desse ano e a Internacional Comunista enviaria a Lisboa o delegado Jules Humbert-Droz com a missão de reorganizar o partido e apoiar a preparação do I Congresso do PCP. Realizado em Novembro desse ano, o congresso elegerá José Carlos Rates como Secretário-Geral, expulsará Henrique Caetano de Sousa e Alfredo Monteiro do Partido Comunista Português e suspenderá do partido alguns militantes por alguns meses, entre eles, José de Sousa.

### Regresso ao secretariado do PCP
Sanada a disputa interna entre facções do PCP em 1926, no II Congresso do Partido Comunista Português que determinou a expulsão de José Carlos Rates do partido, José de Sousa voltará a assumir responsabilidades na organização. Será, a par de Bento Gonçalves, um dos principais responsáveis pela reorganização do PCP de 1929.
Na conferência clandestina de quinze militantes do PCP que teve lugar em Abril desse ano, orientada pela Internacional Comunista tendo em vista a reorganização do Partido Comunista Português, José de Sousa defenderá o estabelecimento de pontes com elementos da anterior direção, para evitar um cenário de cisão interna. Não a conseguirá, contudo, evitar. José de Sousa é então eleito com Bento Gonçalves, Júlio César Leitão, Francisco Martins e Daniel Neto Batalha para a Comissão Central Executiva Provisória, órgão análogo a um Secretariado. É-lhe atribuída a tarefa de organizar o trabalho do PCP junto do movimento sindical.
Com a prisão de Bento Gonçalves em 1930, José de Sousa tornar-se-ia a principal chefia do PCP fora da prisão, situação que durará até 1933. A partir de meados de 1931, José de Sousa já será mesmo o último elemento em liberdade do Comité Central Executivo eleito na Conferência do ano anterior.

### Secretário-Geral da Comissão Intersindical
Nesse contexto, em 1930 José de Sousa funda a central sindical que irá estar na origem da criação de sindicatos clandestinos que farão oposição ao cooperativismo instituído e caucionado pelo regime do Estado Novo, a Comissão Intersindical (CIS), da qual José de Sousa é o Secretário-Geral.
Aos poucos, a CIS, que tem na reivindicação de horários de trabalho mais curtos o principal motor da sua capacidade de agregação de trabalhadores, tornar-se-á numa das expressões mais fortes do trabalho do Partido Comunista Português e começará a disputar a organização do movimento operário português com a Confederação Geral do Trabalho ideologicamente anarco-sindicalista. As pautas promovidas pela Comissão Intersindical dirigida por José de Sousa serão a reivindicação de limite diário de trabalho de sete horas para os homens e seis horas para as mulheres, a exigência de um subsídio de desemprego, a suspensão de despejos e isenção de rendas de casa para trabalhadores sem trabalho, a criação de seguros de doença e velhice sem descontos nos salários, e a vanguardista exigência da criação de uma licença de 30 dias anteriores e 30 posteriores ao parto para as mulheres trabalhadoras.
José de Sousa desenvolverá uma acção intensa como responsável sindical do PCP. A Comissão Intersindical, por sua direção, criará a Federação Nacional dos Trabalhadores dos Transportes ainda em 1930, que publicará o jornal Reducto, publicação sindical com tiragens que alcançaram grandezas da ordem dos 25 a 30 mil exemplares, e dotado de particularidades pouco comuns à época em Portugal como, por exemplo, um interesse por temas culturais. Exemplo disso ter sido o Reducto a publicar pela primeira vez em português o texto A Arte e a Vida da autoria de Gueorgui Plekhanov.
A CIS fará nascer os Grupos de Defesa Sindical, organizados por células de empresa, reunidas em sectores distintos para cada indústria e regidos conforme as regras do centralismo democrático, seguindo as teses do Movimento Comunista Internacional, alinhando a Comissão Intersindical com a Internacional Sindical Vermelha. É assim que na greve de 29 de fevereiro de 1932, a Comissão Intersindical irá ter brigadas de choque, e no seu auge conseguirá mobilizar cerca de 25 mil trabalhadores. José de Sousa, enquanto Secretário-Geral da CIS, será assim o principal responsável do PCP pela célebre revolta operária de 18 de Janeiro de 1934.

### Clandestinidade
Já em 1935, por sugestão do próprio José de Sousa, ele mesmo será o membro do Secretariado do PCP a permanecer em Portugal a coordenar a acção clandestina do partido em Portugal durante a deslocação a Moscovo da delegação do PCP ao VII Congresso da Internacional Comunista. Delegação composta pelo Secretário-Geral do PCP Bento Gonçalves, pelo representante do PCP em Moscovo Francisco de Paula Oliveira, e pelo representante das juventudes comunistas portuguesas, Álvaro Cunhal.

### Prisão
José de Sousa será capturado pela Polícia de Vigilância e Defesa do Estado em Lisboa, junto ao antigo Hotel Avis, com Júlio Fogaça e Bento Gonçalves, durante a reunião de rua em que este último, regressado de Moscovo, partilhava com o Secretariado as conclusões do VII Congresso da Internacional Comunista, entre elas que Portugal se passaria a fazer representar na Internacional Comunista alternadamente por José de Sousa e Bento Gonçalves. Será condenado a seis anos de prisão por delito político. É deportado para Angra do Heroísmo.

### Campo de Concentração do Tarrafal
A 29 de outubro de 1936, juntamente com Bento Gonçalves e Júlio Fogaça, será um dos 157 anti-fascistas a serem deportados para Cabo Verde para inaugurar o Campo de Concentração do Tarrafal, onde integrará a direção da clandestina Organização Comunista Prisional do Tarrafal. Ali será torturado pela polícia política em frente a Bento Gonçalves e demais prisioneiros.

### Divergências teóricas com Bento Gonçalves
Na prisão aprofunda-se o debate teórico entre os condenados e surgem as divergências entre José de Sousa e Bento Gonçalves. Vêm ao de cima ainda na Fortaleza de São João Baptista, em Angra do Heroísmo, em torno da manutenção dos sindicatos clandestinos que José de Sousa defendia, contra a tese aprovada no VII Congresso da Internacional Comunista de que o trabalho subversivo deveria acontecer infiltrado dentro das corporações sancionadas pelo regime e não clandestinamente fora delas. José de Sousa defendia uma acção simultânea mista, dentro e fora das corporações fascistas, mas a tese da Internacional Comunista levaria ao desmantelamento da Comissão Intersindical no início da década de quarenta. Já no Tarrafal, a crispação aumenta, desta vez em torno do Pacto Germano-Soviético, que José de Sousa nunca aceitará.

### Expulsão do Partido Comunista Português
Será assim que, em 1943, no interior do Campo de Concentração do Tarrafal, após o falecimento de Bento Gonçalves em resultado dos maus-tratos infligidos aos prisioneiros, José de Sousa será sujeito a um processo disciplinar por parte dos militantes do PCP e expulso do partido por cisão ideológica. José de Sousa cria o Grupo dos Comunistas Afastados com outros militantes do PCP presos no Tarrafal, como Álvaro Duque da Fonseca, Fernando Quirino ou Fernando de Sousa, que se demitiria da militância em solidariedade com José de Sousa.

### Em liberdade
José de Sousa ficará arbitrariamente preso no Tarrafal pelo regime do Estado Novo três anos além dos seis a que fora condenado. É finalmente libertado em 1945. Considerar-se-á comunista até ao fim da vida, e como tal liderará uma tentativa de fundação de um novo partido operário português, clandestino e de oposição ao Estado Novo, o Partido Social Operário. Frustrada esta tentativa, a sua capacidade de organização será posta ao serviço do movimento cooperativista. Dinamizará o Ateneu Cooperativo, um espaço de convergência e unidade anti-fascista que congregou comunistas, socialistas, anarquistas e outros resistentes. Faleceu em 1967.